# Honorio Bustos Domecq
Honorio Bustos Domecq es el autor ficticio de varias colección de relatos detectivescos: Seis problemas para don Isidro Parodi (publicada en 1942),  Un modelo para la muerte  (1946), Crónicas de Bustos Domecq (1967) y Nuevos cuentos de Bustos Domecq (1977). Fueron escritos en colaboración entre los escritores argentinos Jorge Luis Borges y Adolfo Bioy Casares.
La obra viene precedida de una somera biografía sobre el supuesto autor a cargo de una maestra llamada Adelma Badoglio, así como de una redicha presentación de un tal Gervasio Montenegro, imaginario colega y amigo de Honorio Bustos. Gervasio Montenegro aparece también como personaje, un célebre actor acusado de asesinato, en algunos de los relatos que se supone que prologa.
Según su biógrafa, Honorio Bustos Domecq, nació en la localidad argentina de Pujato y fue un escritor precoz que publicó sus primeras obras en la prensa de Rosario a la edad de 10 años. Fue un eminente polígrafo y durante la intervención de Labruna fue nombrado Inspector de Enseñanza y, más tarde, Defensor de Pobres.
El origen del pseudónimo consiste en la reunión de los apellidos de un bisabuelo materno cordobés de Borges (Bustos) y del bisabuelo de Bioy (Domecq).
Otro seudónimo utilizado por Borges y Bioy Casares fue Benito Suárez Lynch.